# كوساي أوتشيدا
كوساي أوتشيدا (باليابانية: 内田 康哉 أوتشيدا كوساي) (17 نوفمبر 1865 - 12 مارس 1936) سياسي ياباني شغل منصب رئيس الوزراء الياباني.